# Ranunculus pseudofluitans
Ranunculus pseudofluitans é uma espécie de planta com flor pertencente à família Ranunculaceae. 
A autoridade científica da espécie é (Syme) Newbould ex Baker & Foggitt, tendo sido publicada em Engl. Bot. ed. III. i. 20.

## Portugal
Trata-se de uma espécie presente no território português, nomeadamente em Portugal Continental.
Em termos de naturalidade é nativa da região atrás indicada.

## Protecção
Não se encontra protegida por legislação portuguesa ou da Comunidade Europeia.